# إسكندر عمون
إسكندر عمّون (1273 هـ/1857 م ـ 1338 هـ/1920 م) هو محامٍ وفقيه قانوني وسياسي وكاتب وأديب وشاعر لبناني الأصل والمولد، عاش وعمل في مصر.

## حياته
ولد إسكندر بن أنطون بن يوسف عمّون في بلدة دير القمر بلبنان، ودرس اللغة الفرنسية فأتقنها، كما درس الحقوق في بيروت.
أمضى عمون حياته في كل من لبنان، ودمشق، ومصر، وشارك عبد الله البستاني في تأسيس دورية «جهينة الأخبار» في قبرص سنة 1879.
تقلب عمون في وظائف عديدة في مصر، إذ ولِّي وكالة محكمة مصر الأهلية ثم تفرغ لعمله في المحاماة، واستدعي إلى دمشق في العهد الفيصلي العربي (1919) ليكلف بوزارة العدل، غير أنه استقال لمرضه وعاد إلى القاهرة.
عمل في جمعية النهضة اللبنانية وترأس جمعية الاتحاد اللبناني في مصر، وانضم إلى حزب اللامركزية العربي الذي أنشئ عام 1912، وكان عضوًا باللجنة العليا للحزب (مع عبد الحميد الزهراوي والشيخ أحمد طبارة وأيوب ثابت وتوفيق السويدي وجميل مردم وسليمان عنبر) ونائبًا لرئيس اللجنة العليا بمصر، وقد مثل عمّون هذا الحزب في المؤتمر العربي الأول الذي عقد بباريس برئاسة عبد الحميد الزهراوي.

## كتاباته

### مقالات سياسية
- المسألة اللبنانية: مطبعة المعارف، شارع الفجالة مصر (القاهرة 1913)[1]
- الأماني اللبنانية: الأهرام، مصر 1912.[1]

### شعر
له أشعار لم يتبق منها سوى قصيدة مدح فيها خديو مصر توفيق باشا ونُشرت في جريدة المقطم سنة 1889.

### ترجمة
- من العربية إلى الفرنسية:
  - عجائب الآثار في التراجم والأخبار لعبد الرحمن الجبرتي (بالاشتراك مع عدد من الأدباء المصريين)[1]
- من الفرنسية إلى العربية:
  - الرحلة العلمية في قلب الكرة الأرضية، للكاتب الفرنسي جول فرن (طبع جريدة المحروسة بالإسكندرية سنة 1303 هـ/1885 م)[1]

## وفاته
توفي عمّون في القاهرة سنة 1920.

## وصلات خارجية
- قصيدة «أبيت والسيف يعلو الرأس تسليما»، أهداها جبران خليل جبران لعمّون بعد أن ترك القضاء وانصرف إلى مهنة المحاماة.